# IC 2167
IC 2167 — галактика типу RN+* () у сузір'ї Єдиноріг.
Цей об'єкт міститься в оригінальній редакції індексного каталогу.